# NGC 5509
NGC 5509 في الفهرس العام الجديد، هي مجرة، تقع في كوكبة العواء. اكتشفت في 10 يونيو 1887 .

## روابط خارجية
- NGC 5509 على موقع ويكي سكاي: DSS2, SDSS, GALEX, IRAS, Hydrogen α, X-Ray, Astrophoto, Sky Map, Articles and images